# András Botos
András Botos (ur. 6 marca 1952 w Salgótarján) – węgierski bokser. W 1972 roku na letnich igrzyskach olimpijskich w Monachium zdobył brązowy medal.